# La lama nel corpo
La lama nel corpo è un film del 1966 diretto da Elio Scardamaglia con lo pseudonimo Michael Hamilton.

## Trama
Mary viene assunta come dama di compagnia e infermiera in una clinica per malati di mente. La clinica è diretta dal dott. Vance coadiuvato dalla sua assistente, la dottoressa Sheena. Nella clinica lavorano anche Ivan, il tuttofare, e altre due infermiere Kathy (amante di Ivan) e Meg. Alloggia nella clinica anche Lisebeth, la moglie del dottor Vance e la sorella di questa, Laura, donna una volta bellissima ma rimasta orrendamente sfigurata a seguito di un incidente. Laura vive reclusa in una stanza all'ultimo piano del palazzo. I malati della clinica presentano sintomatologie piuttosto gravi. I pazienti del piano in cui lavora Mary sono Jane, una ragazza muta, il signor Bert, un anziano in stato catatonico che dorme gran parte del giorno e della notte, la signora Harley, una donna anziana affetta da isteria che vive in compagnia di un gatto imbalsamato e Fred, un bellissimo ragazzo affetto da schizofrenia. La stessa notte dell'arrivo di Mary, un maniaco nero vestito armato di rasoio, entra nella stanza di Jane e cerca di ucciderla. La ragazza fugge dalla finestra ma, raggiunta dal maniaco, viene assassinata a rasoiate in prossimità della fontana della villa.
Walter, il guardiano della clinica, scorge un'ombra e prende ad inseguirla, convinto si tratti di un estraneo introdottosi nella proprietà. L'ombra si dilegua a gran velocità e, nonostante Walter la insegua velocemente, essa riesce a dileguarsi nei corridoi della clinica. Il mattino seguente, il dottor Vance, scopre il cadavere di Jane. Egli è convinto che a uccidere la ragazza sia stata sua cognata, Laura, che, segregata nella sua stanza, sfigurata nel volto, dà segni sempre più evidenti di disagio psichico. La donna, alcuni anni prima, durante la costruzione della clinica, era scivolata nella calce viva. Curata immediatamente dal cognato ebbe salva la vita ma si ritrovò orrendamente sfigurata nel corpo e, ben presto, nella mente. Il dott. Vance, che sta studiando insieme alla dottoressa Sheena una possibilità di trapianto cellulare, che possa ridonare alla cognata la bellezza di un tempo, decide di sotterrare il cadavere di Jane nel bosco. Mentre sta seppellendo il cadavere, però, viene sorpreso dalla signora Gisele de Branton, donna molto malvagia che ha appena terminato di uccidere il cocchiere incaricato, dalla stessa famiglia di Gisele, di scortarla fino ad una ignota destinazione. Il dottor Vance, ignaro che Gisele ha appena ucciso il cocchiere e ignaro che la donna lo abbia visto durante l'operazione di sepoltura, accetta di dare ospitalità alla donna nella clinica, visto e considerato che la carrozza della donna sembra essere fuori uso. Giunto in clinica con Gisele, il dottor Vance, nei giorni successivi, subisce il fascino della donna che, dal canto suo, non esita a sedurre anche Ivan, suscitando la gelosia di Kathy.
Durante il suo soggiorno in clinica, Gisele viene aggredita da Fred e salvata, in extremis, da Mary. Ben presto, però, Gisele svela il suo carattere scontroso e perverso, tentando di ricattare anche il dott. Vance, sia per via dell'esistenza di Laura, sia per l'omicidio e l'occultamento del cadavere di Jane. Qualche tempo dopo, Gisele, viene aggredita dallo stesso maniaco che aveva ucciso Jane e finita a colpi di rasoio. La donna viene rinvenuta cadavere da Mary. Pochi giorni dopo l'omicidio di Gisele, anche il cadavere di Fred viene rinvenuto nei corridoi della clinica. Il ragazzo, sembra essersi suicidato con un rasoio e, il dottor Vance, giunge alla conclusione che l'omicida di Gisele e di Jane altri non sia che Fred. Il dottor Vance, a questo punto, si concede un po' di tranquillità, ritirandosi in intimità con Mary. Lisbeth, però, sorprende il marito con Mary ed accecata dalla gelosia fugge. La stessa notte Mary è aggredita dal maniaco e salvata in extremis da Laura, cognata sfigurata del dottore. Solo in quel momento si capisce l'identità del maniaco nero vestito: si tratta di Lisbeth. La moglie del dottor Vance aveva ucciso Gisele e Jane, invidiosa della loro bellezza e gelosa delle attenzioni che le due dimostravano verso suo marito. Aveva poi ucciso Fred per fare ricadere i sospetti su un malato di mente e, molti anni prima, aveva anche causato l'incidente di sua sorella, sganciando la corda di protezione del cantiere e facendola scivolare nella calce viva. Lisbeth, a quei tempi, sospettava un interesse di suo marito verso Laura. Da sempre consapevole della responsabilità della sorella, Laura, aveva perdonato Lisbeth anche se, solo ora, comprende quanto inutile sia stato quel perdono: Lisbeth aveva infatti continuato a uccidere, aumentando la scia di sangue attorno a sé. Ora Lisbeth vorrebbe uccidere anche Mary, rea di essersi intromessa tra lei e suo marito. Scoperta dal dottore, nel tentativo di fuggire, Lisbeth uccide dapprima la sorella, dopodiché si suicida gettandosi da una finestra.

## Luoghi delle riprese
L'edificio in cui fu in gran parte girato è villa Parisi a Frascati.